# Arvier
Arvier (pron. fr. AFI: [aʁvje]  - Arvì, Arvyì, o Arvë in patois valdostano) è un comune italiano di 824 abitanti adagiato sul fondovalle della Dora Baltea, attorno al borgo medievale che sorge a 780 metri s.l.m., a circa 14 chilometri a ovest da Aosta. 

## Geografia fisica

### Territorio
- Classificazione sismica: zona 4 (sismicità molto bassa)[7]

## Storia
Il toponimo latino è Arva e Arvarium. Da Arvier, epoca romana, passava la via delle Gallie, strada romana consolare fatta costruire da Augusto per collegare la Pianura Padana con la Gallia.
Nel 1939 il toponimo venne italianizzato in Arviè e il comune incluse quello di Avise. Il toponimo e il territorio sono stati ristabiliti nel 1946.

### Simboli
Lo stemma e il gonfalone del comune di Arvier sono stati concessi con decreto del presidente della Repubblica del 4 febbraio 1993.
L'emblema comunale riproduce, con minime varianti, quello della nobile famiglia de La Mothe che si stabilì ad Arvier alla fine del XIII secolo.
Il gonfalone è un drappo partito di bianco e di rosso.

## Monumenti e luoghi d'interesse
Il principale patrimonio monumentale e storico di Arvier è costituito dai resti del castello di La Mothe risalente alla fine del Duecento, dal castello di Arvier in località Grand-Haury, e dalla casaforte di Planaval, in Valgrisenche, la casaforte valdostana posta a maggior altitudine.
L'architettura religiosa è invece rappresentata dalla chiesa parrocchiale di San Sulpizio con il campanile romanico e della cappella di Rochefort, affacciata sul fondovalle dall'alto di un roccione e sita dove fino all'Ottocento si trovavano ancora i resti del Castello di Rochefort. Particolarmente interessante è il borgo di Léverogne, dove le tracce del Medioevo si fondono armoniosamente con strutture più recenti.

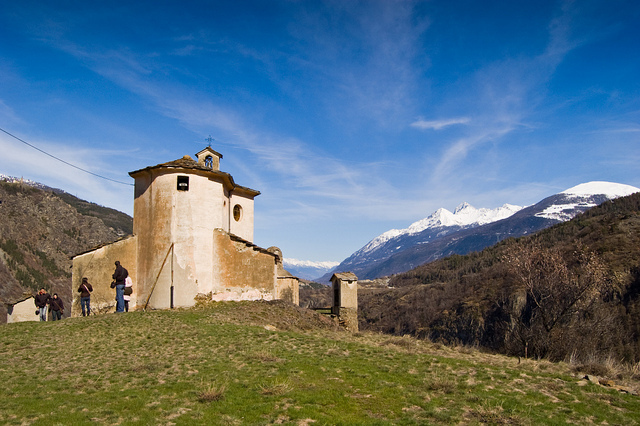
Il Santuario di Notre-Dame a Rochefort.
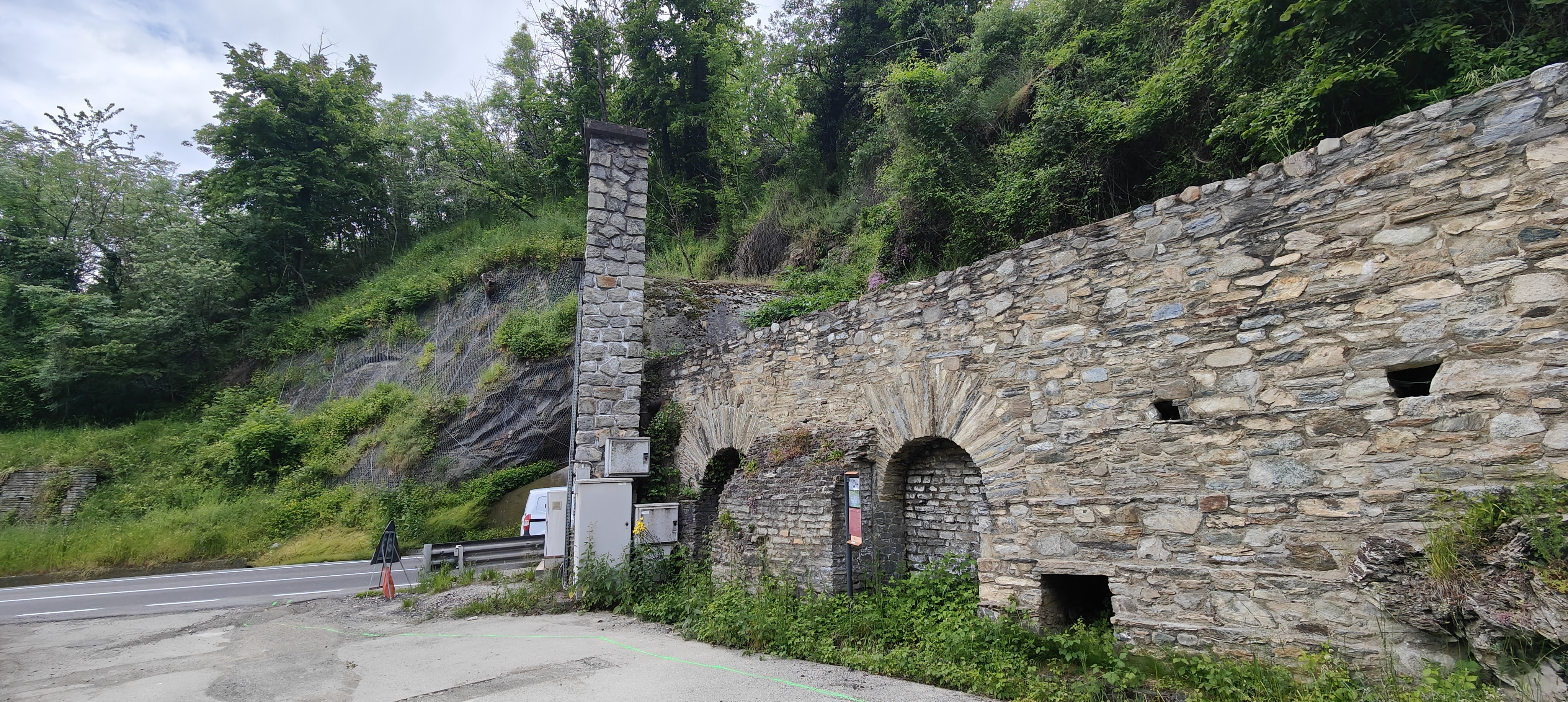
Imbocco della strada vecchia (ante 1965) sulla statale 26, nei pressi della galleria Champrotard, sopra il villaggio di Mécosse: le due arcate intervallate da contrafforti seguite da cortina muraria per circa 25 metri (epoca romana).

### Aree naturali
- Riserva naturale Lolair

## Società

### Evoluzione demografica
Abitanti censiti

## Cultura

### Istruzione

#### Biblioteche

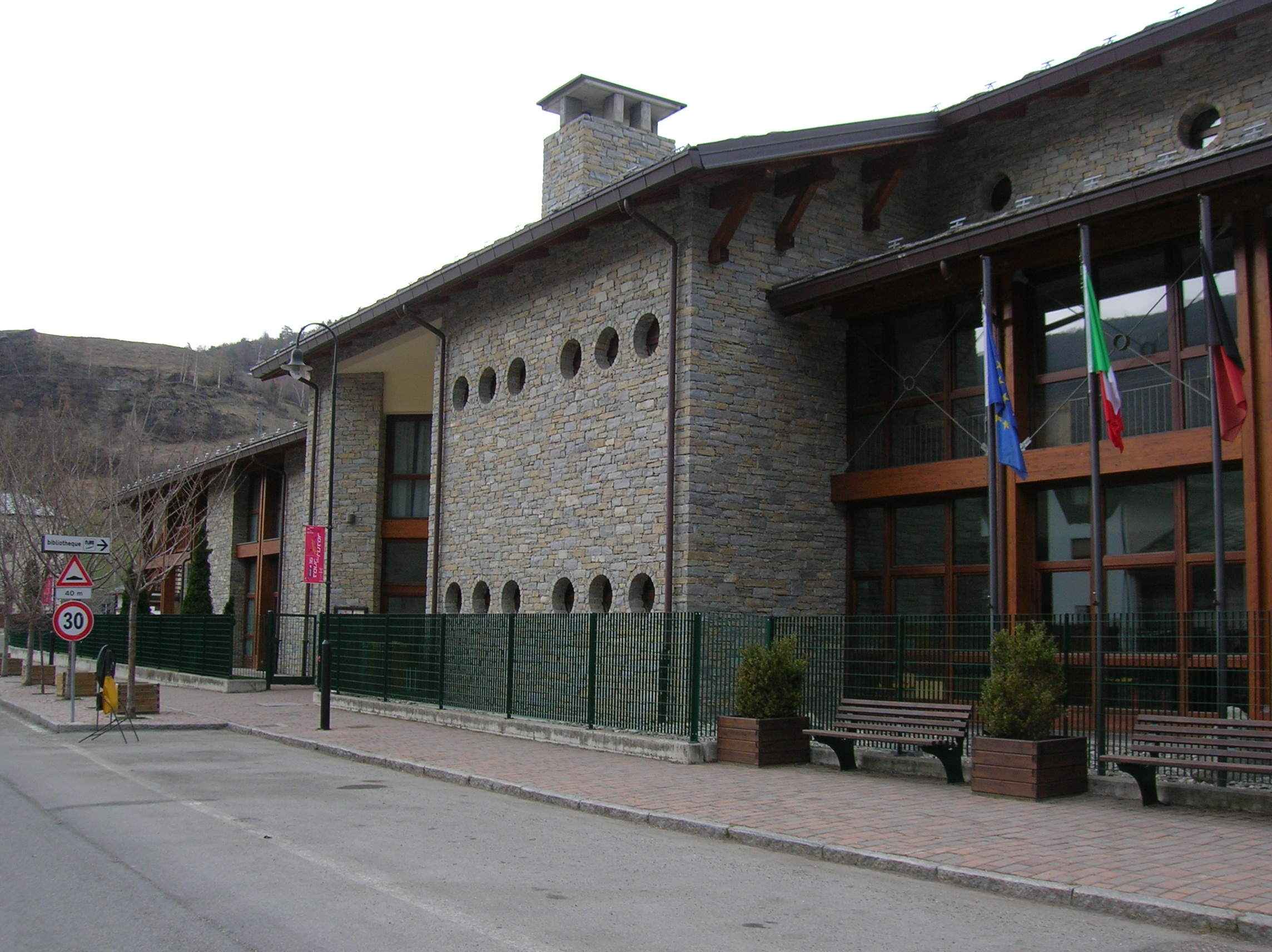
La biblioteca comunale.

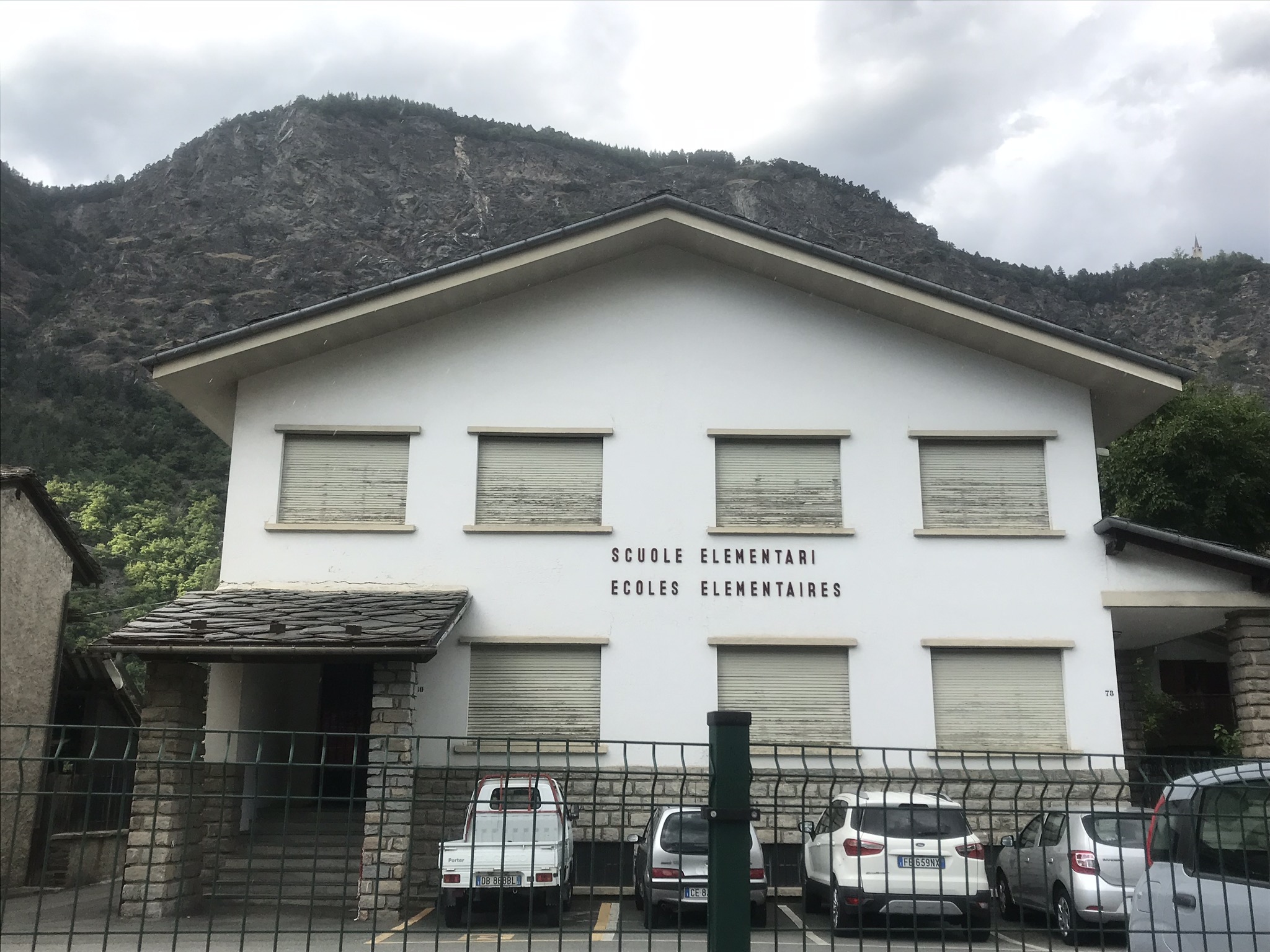
Le scuole.

In via Saint-Antoine 12 è situata la biblioteca comunale.

### Musei
- Museo parrocchiale d'arte sacra di Arvier.

### Eventi
- Tour Du Rutor Extrême - Gara internazionale di scialpinismo (biennale) entrata a far parte del circuito internazionale La Grande Course[19] nel 2011.
- Finale del 69º Campionato italiano di scacchi - dal 26 settembre al 4 ottobre 2009.

## Economia

### Turismo
In estate questo territorio è ideale per chi ama vacanze all'insegna della tranquillità e di salutari passeggiate ed escursioni in grandi boschi. Salendo, nella zona dei pascoli fino al limite dei ghiacciai del Doravidi e della Becca di Tos, sono percorribili panoramici sentieri.
Planaval, nella Valgrisenche, offre diverse possibilità agli amanti degli sport invernali: la sua pista di fondo, che si snoda ai piedi di una torre eretta nel XIV secolo, è anche il punto di partenza per splendidi itinerari di scialpinismo nel massiccio del Rutor.

### La consorteria di Planaval
Nella frazione Planaval, pascoli e boschi, secondo un uso millenario, sono di proprietà collettiva della Consorterie de Planaval

## Infrastrutture e trasporti
Il paese dispone di una propria stazione ferroviaria vicino al centro della cittadina, posta lungo la ferrovia Aosta-Pré-Saint-Didier; tale linea nacque con scopi industriali e vi viene svolto servizio passeggeri regolare ad opera di Trenitalia, nell'ambito del contratto di servizio stipulato con la Regione Valle d'Aosta.

## Amministrazione

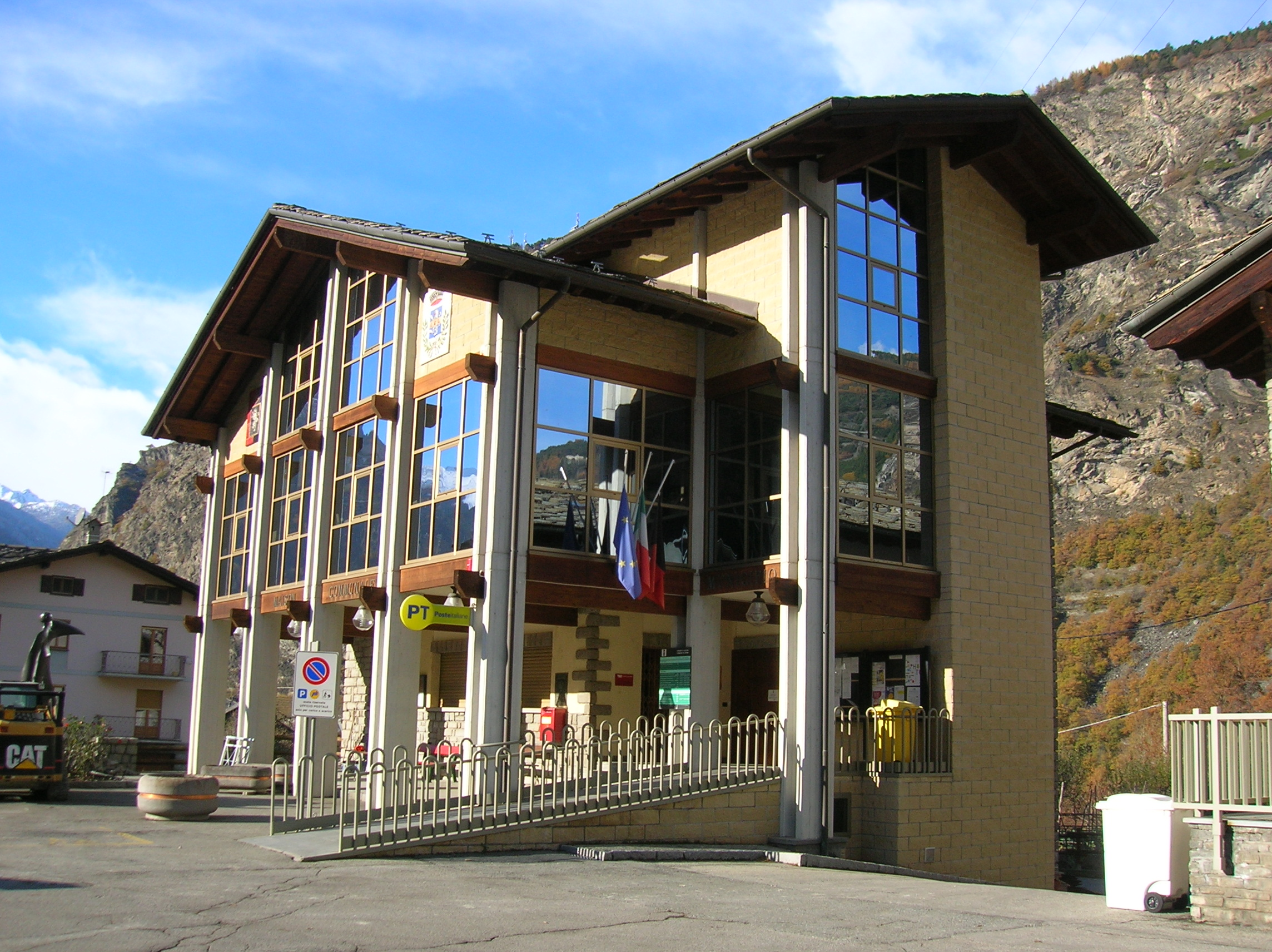
Il municipio.

Fa parte dell'Unité des Communes valdôtaines Grand-Paradis.
Di seguito è presentata una tabella relativa alle amministrazioni che si sono succedute in questo comune.
| Periodo        | Periodo        | Primo cittadino | Partito          | Carica  | Note   |
| -------------- | -------------- | --------------- | ---------------- | ------- | ------ |
| 26 giugno 1985 | 30 maggio 1990 | Walter Riblan   | Union Valdôtaine | Sindaco | [ 21 ] |
| 30 maggio 1990 | 29 maggio 1995 | Walter Riblan   | Union Valdôtaine | Sindaco | [ 21 ] |
| 29 maggio 1995 | 8 maggio 2000  | Walter Riblan   | Union Valdôtaine | Sindaco | [ 21 ] |
| 8 maggio 2000  | 9 maggio 2005  | Walter Riblan   | Union Valdôtaine | Sindaco | [ 21 ] |
| 9 maggio 2005  | 24 maggio 2010 | Walter Riblan   | Union Valdôtaine | Sindaco | [ 21 ] |
| 24 maggio 2010 | 11 maggio 2015 | Mauro Lucianaz  | Union Valdôtaine | Sindaco | [ 21 ] |
| 28 maggio 2015 | in carica      | Mauro Lucianaz  | Union Valdôtaine | Sindaco | [ 21 ] |

## Sport
In questo comune si gioca a palet, caratteristico sport tradizionale valdostano.

## Galleria d'immagini

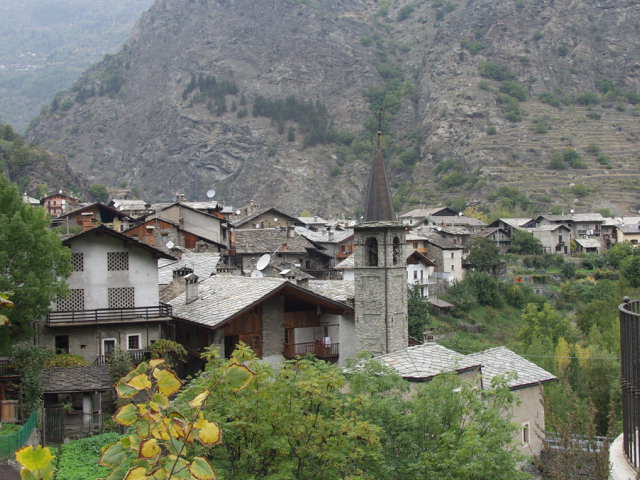
La chiesa e il borgo di Léverogne
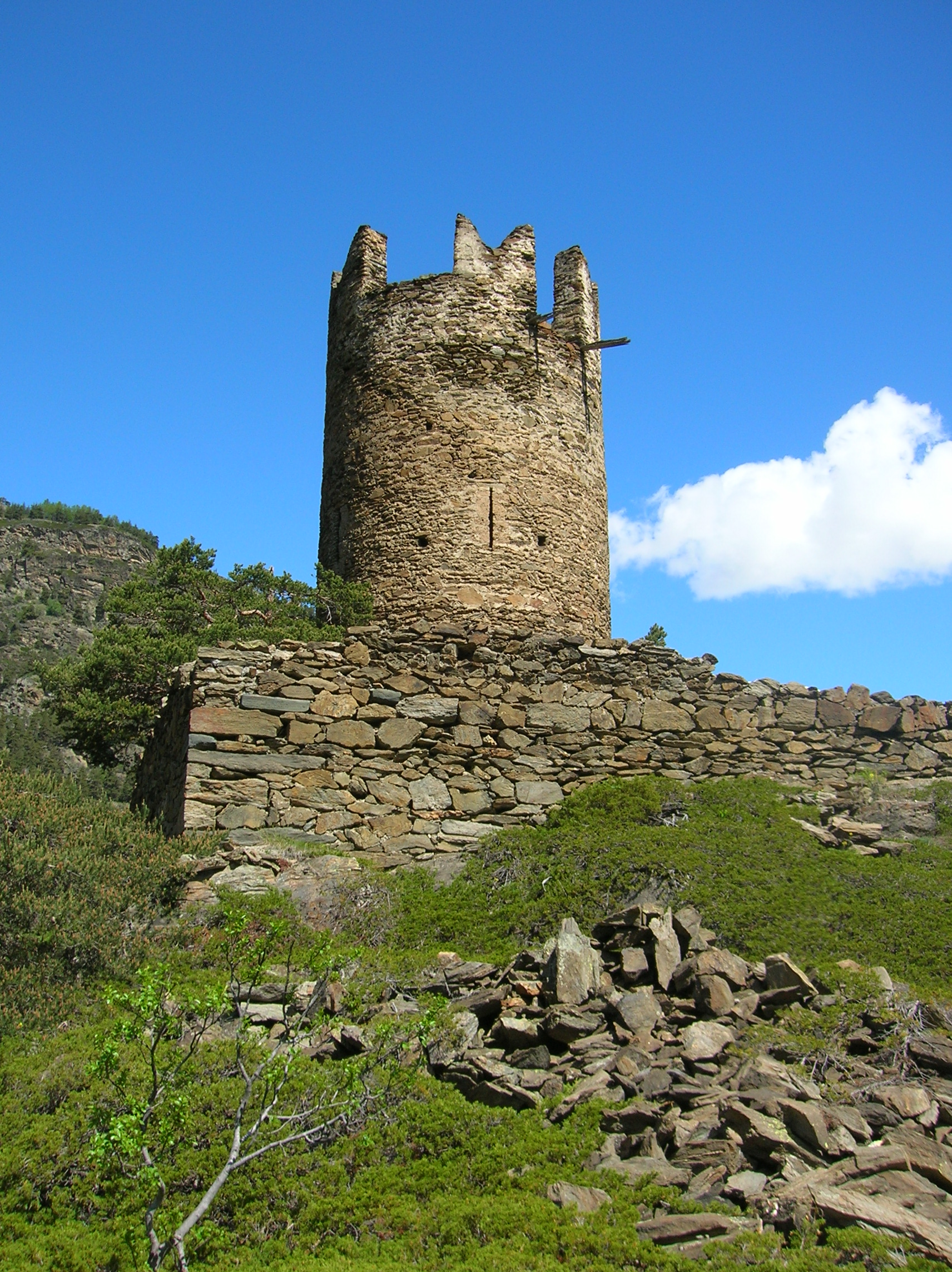
Le rovine del castello di Montmayeur
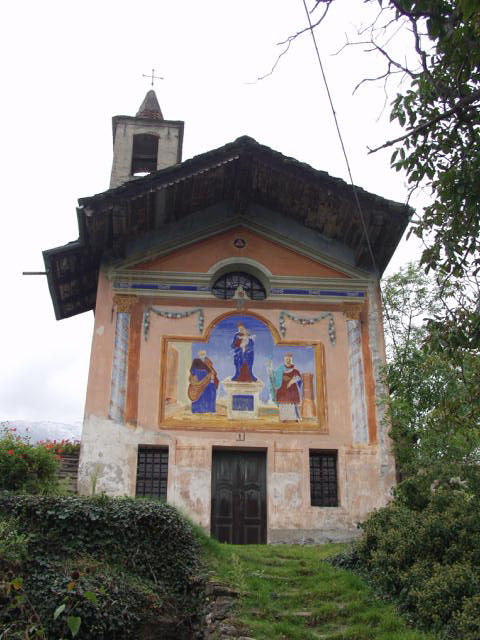
La chiesa di San Pietro in Vincoli a La Ravoire
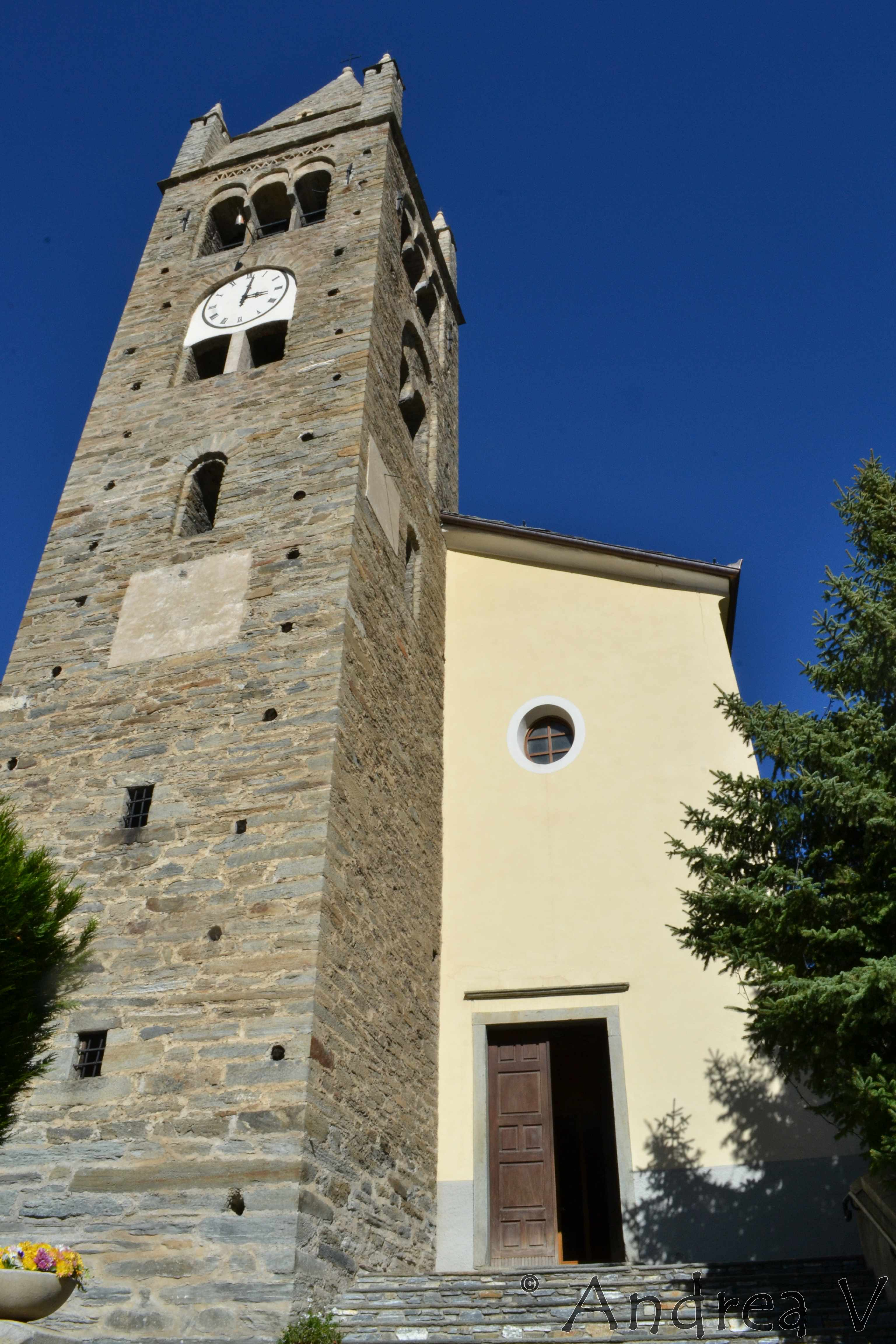
Chiesa di San Sulpizio
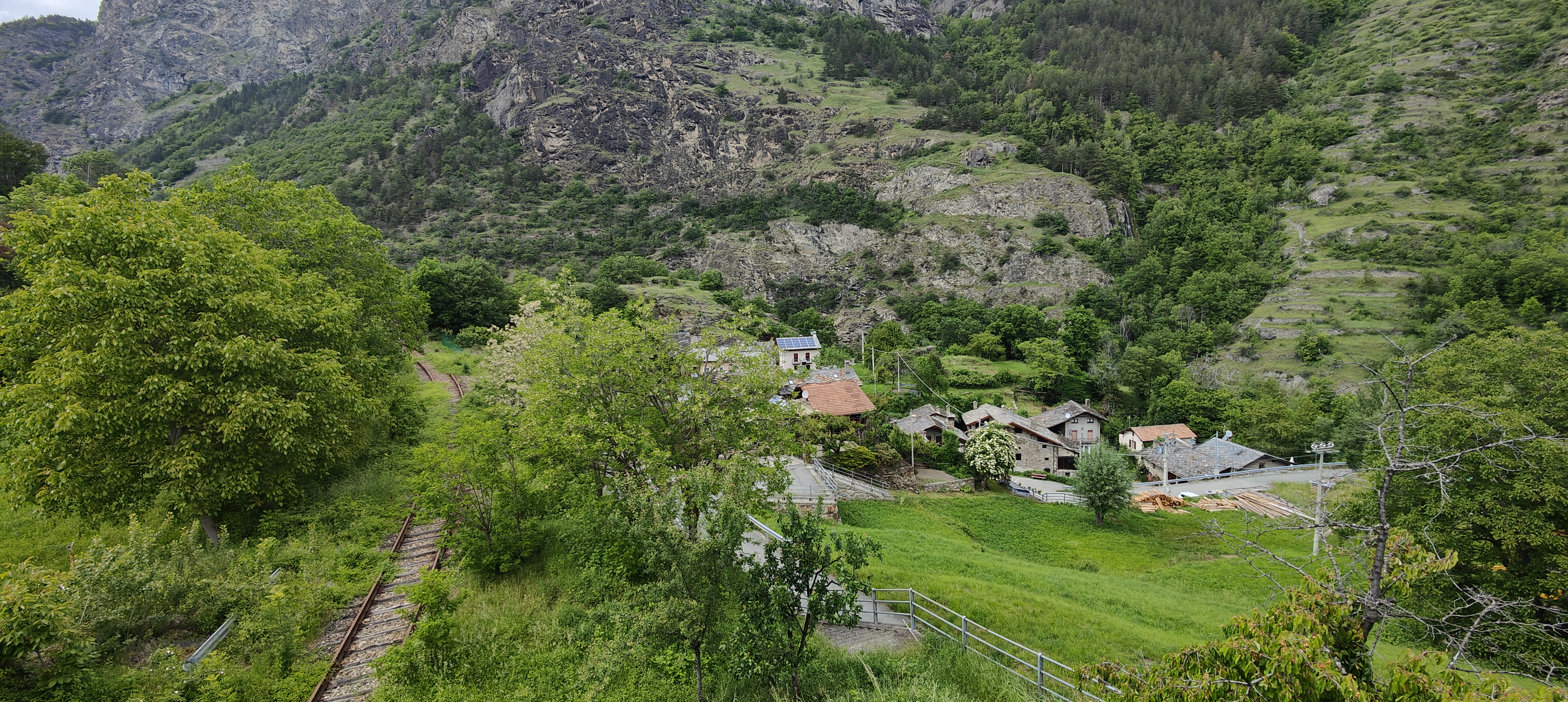
La frazione Mecosse prima della galleria Champrotard sulla statale 26 e i binari sovrastanti della ferrovia Aosta-Pré-Saint-Didier
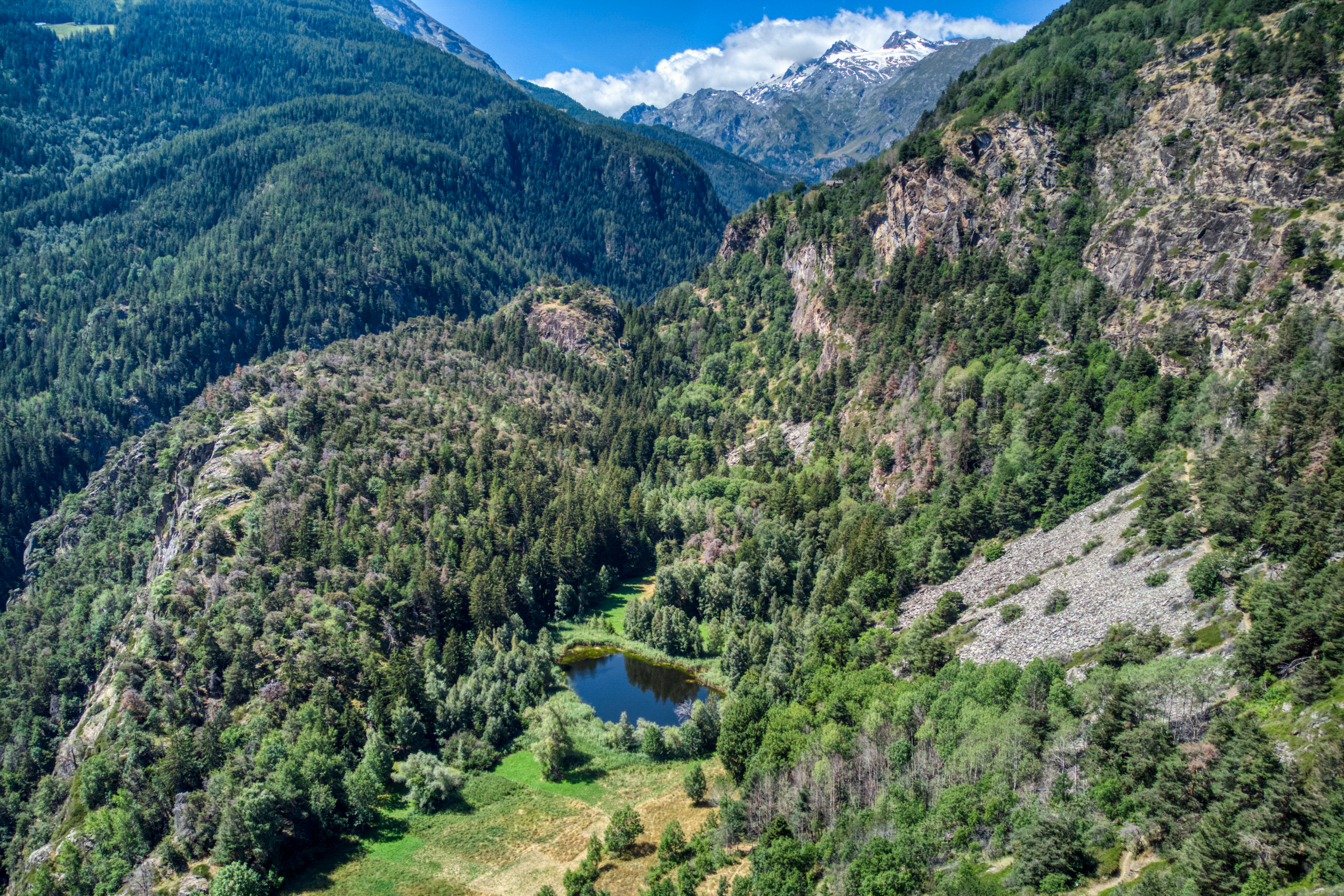
Riserva naturale Lolair